# Magnolia grandiflora

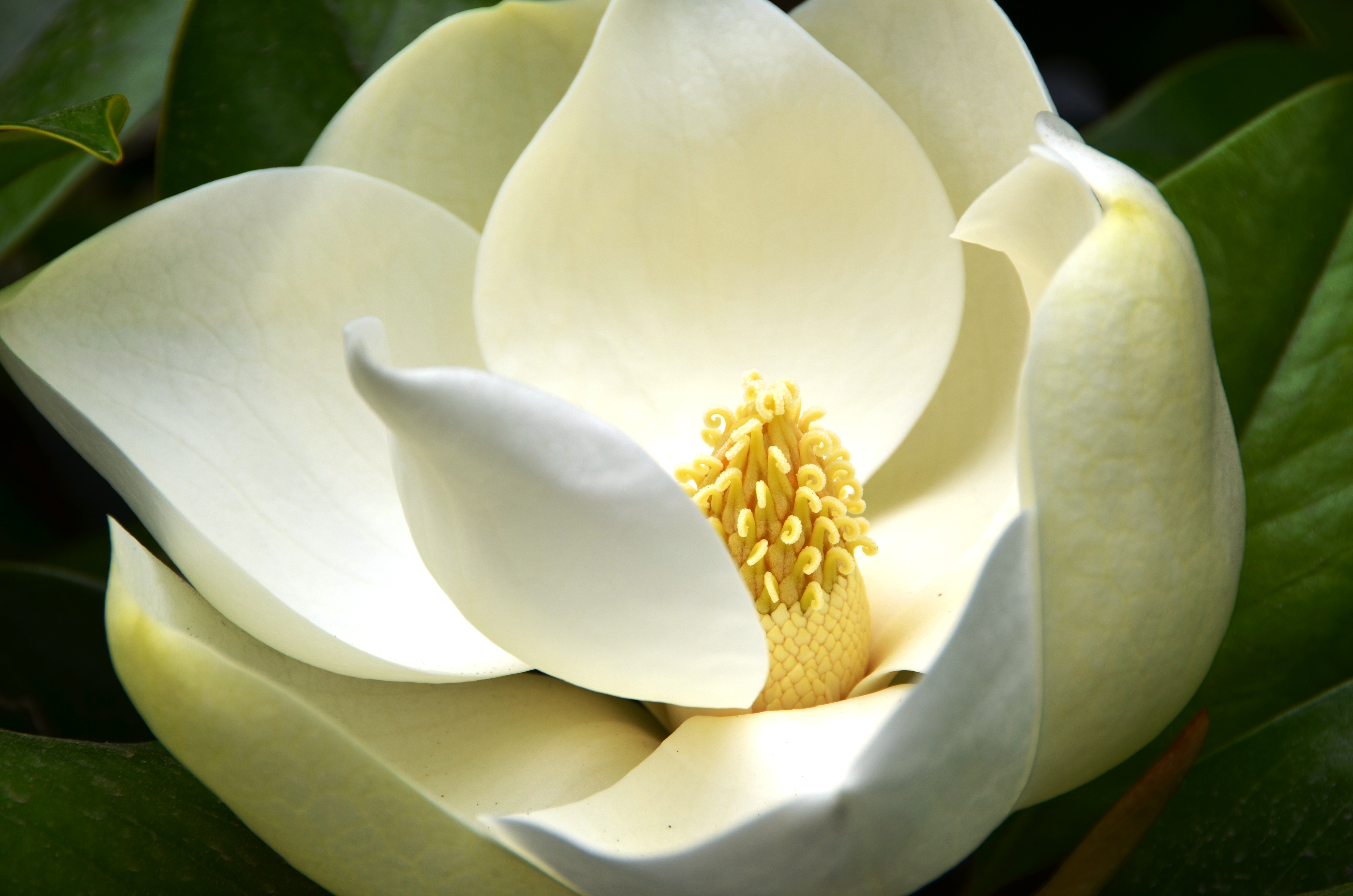
Magnolia grandiflora.

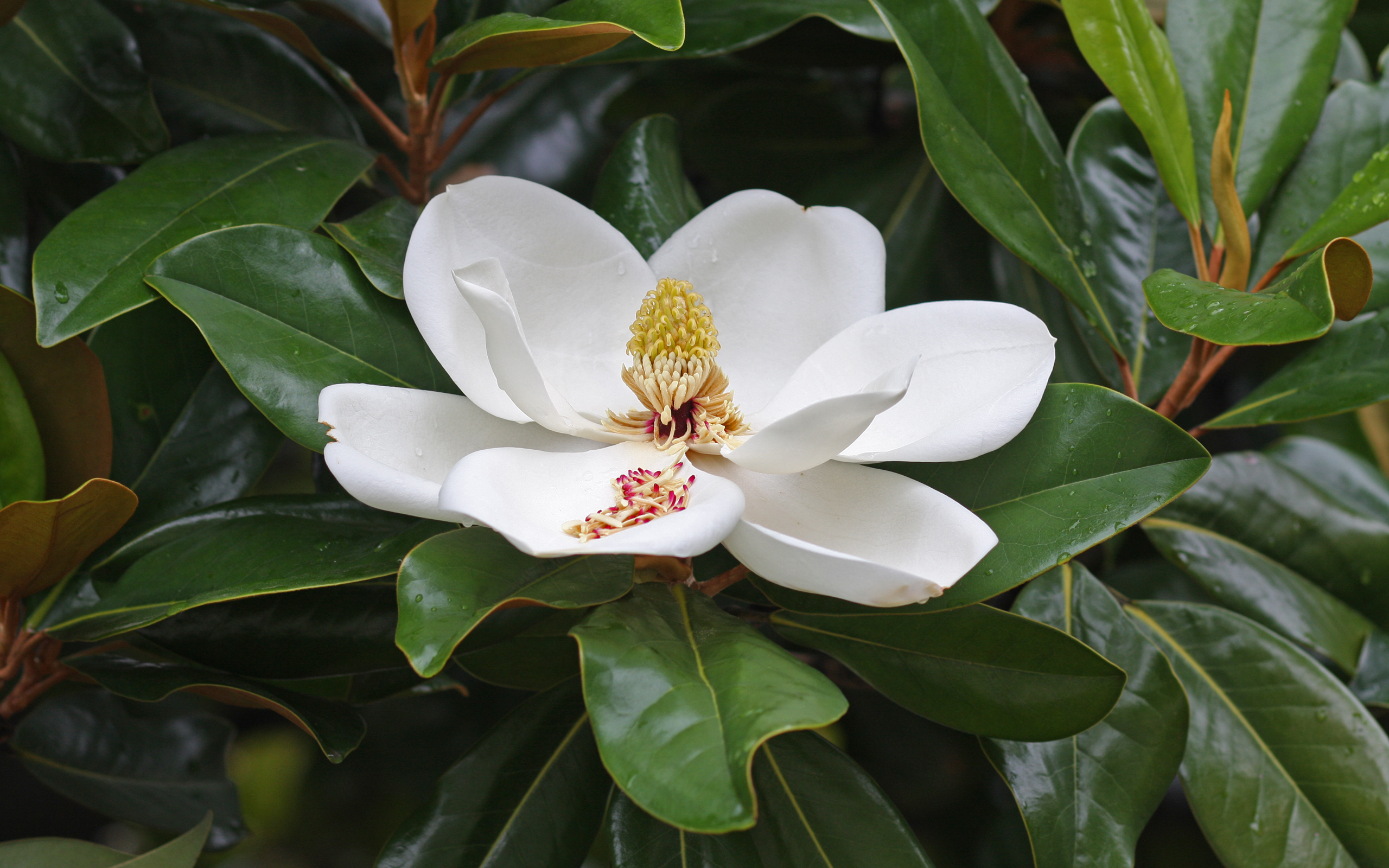
Flor e folhagem de M. grandiflora.

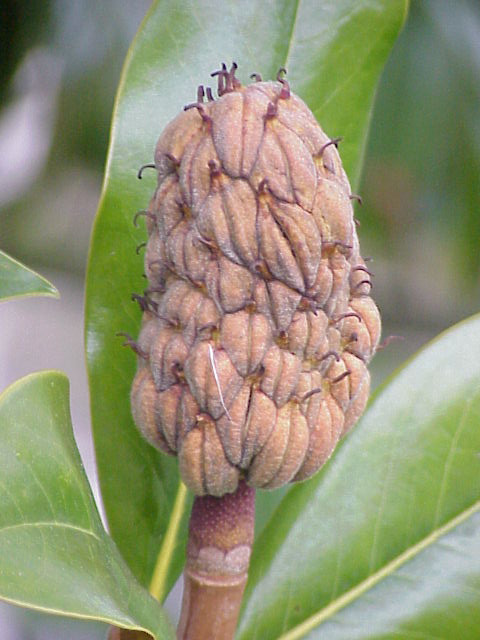
Fruto de M. grandiflora.

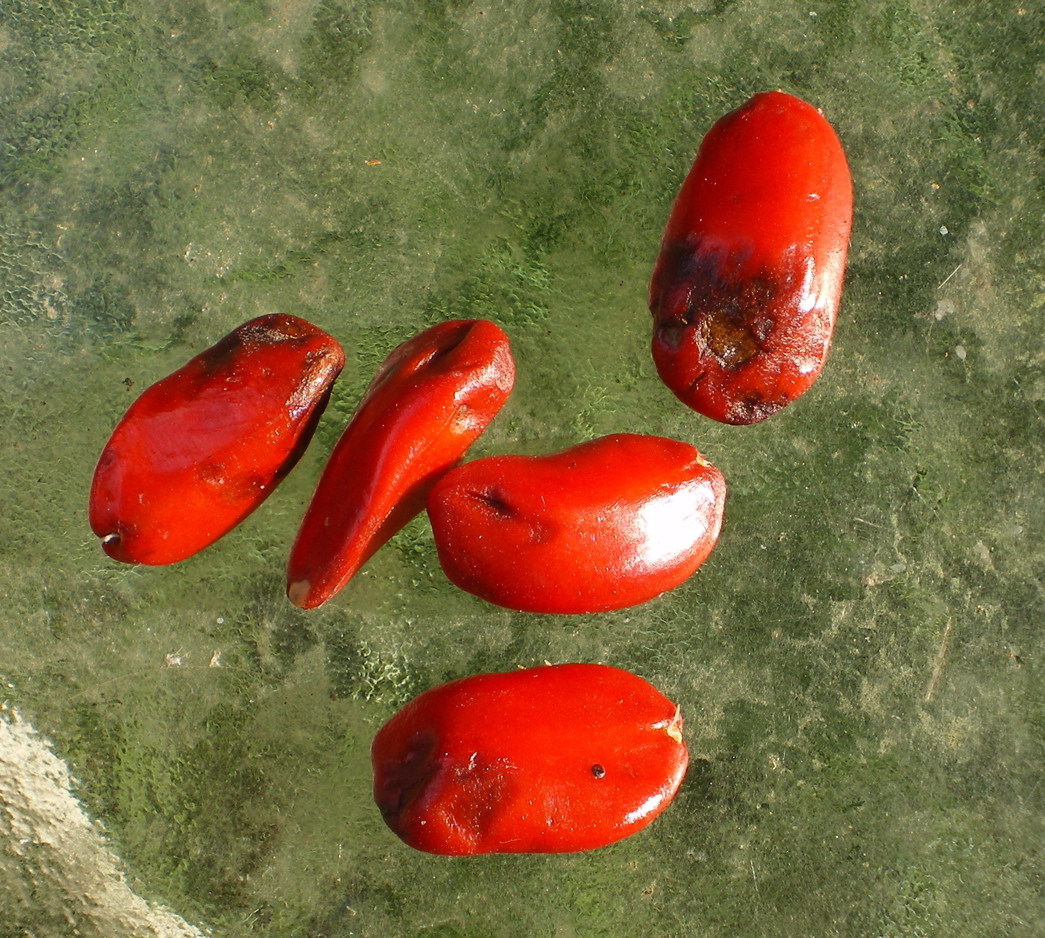
Sementes de M. grandiflora.

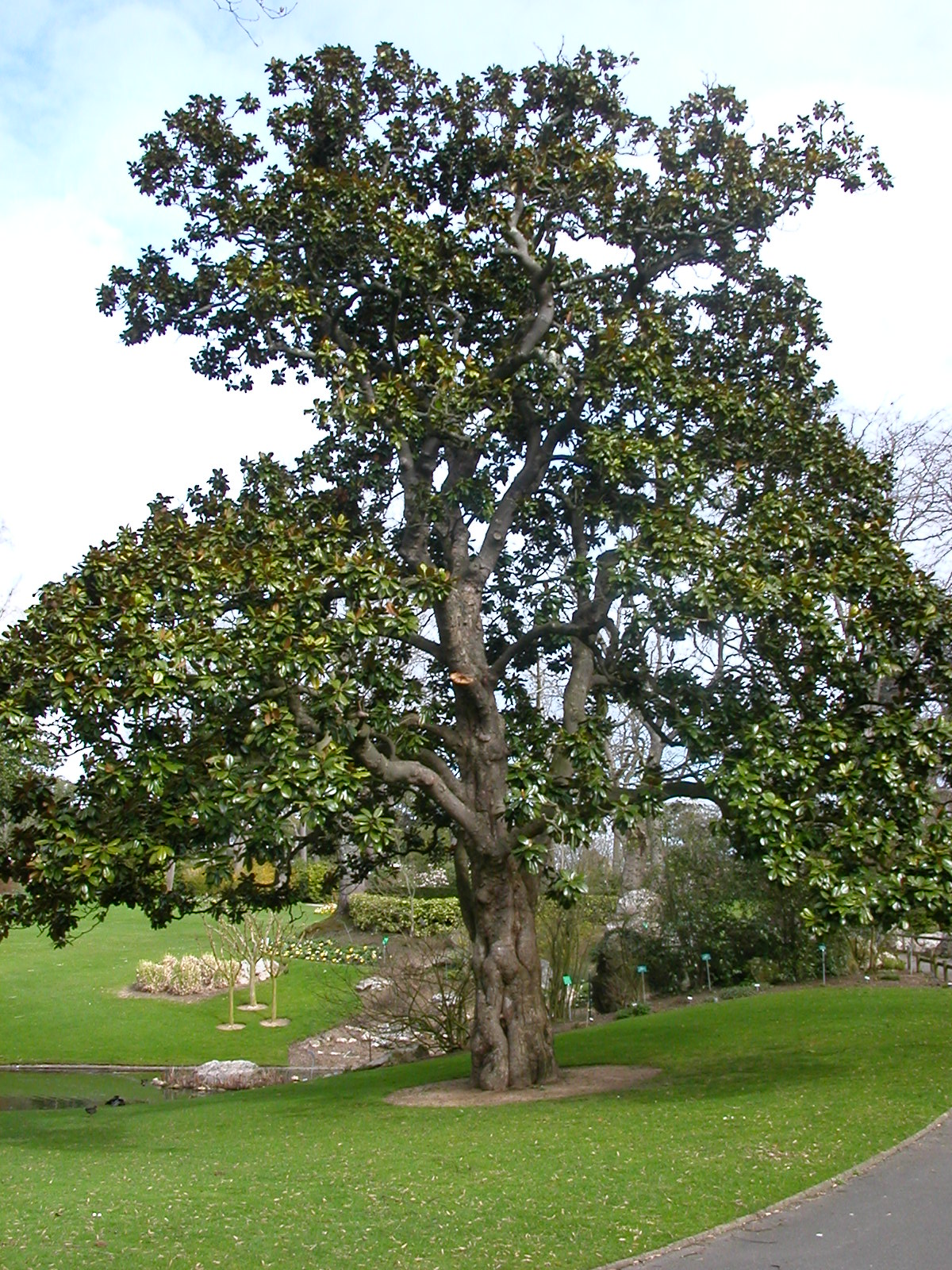
Espécime plantado em 1807 no Jardin des plantes de Nantes.

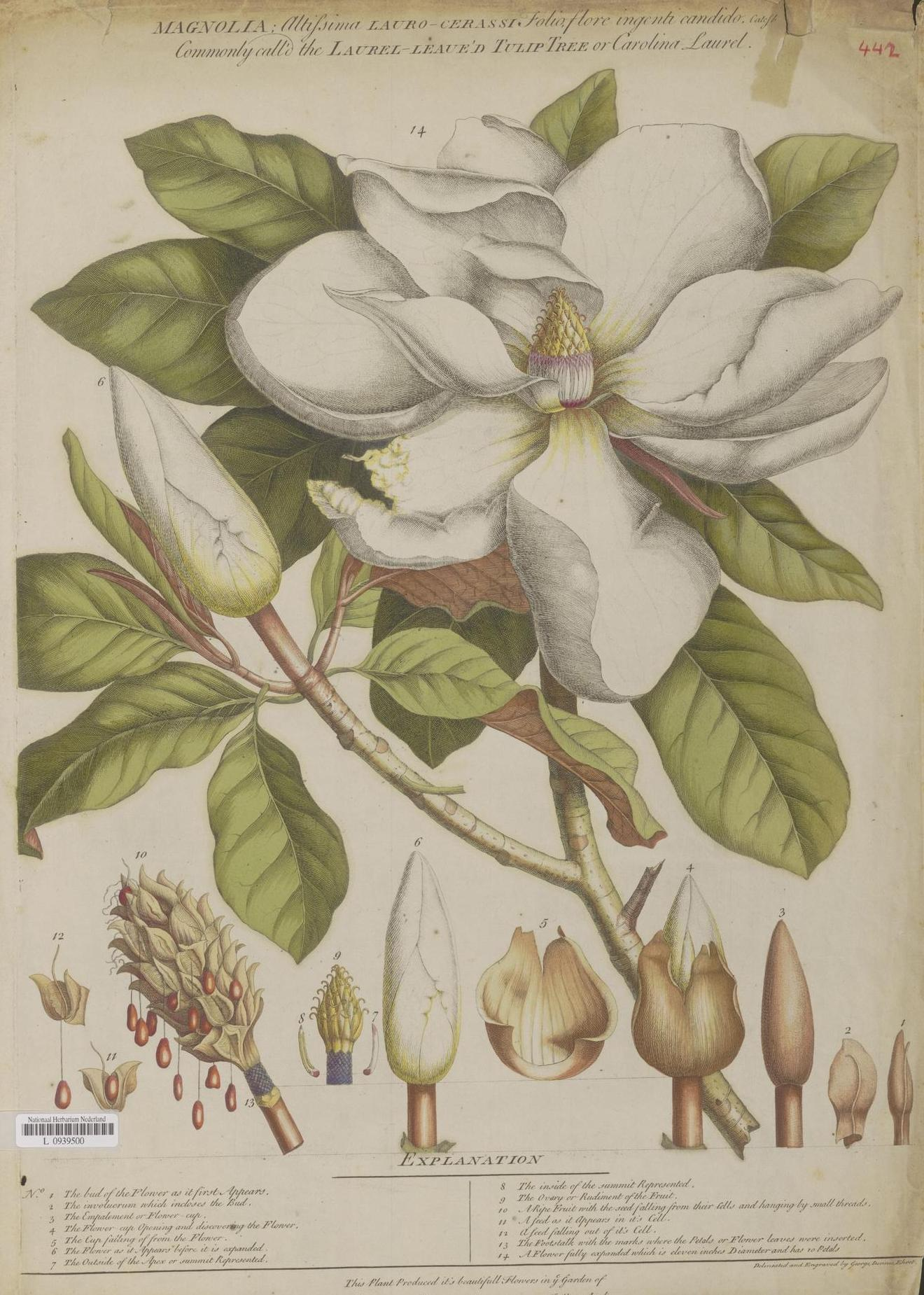
Desenho incluído no catálogo de Mark Catesby com a legenda «laurel tree of Carolina» («loureiro da Carolina»), da autoria de G.D.Ehret.

Magnolia grandiflora é uma espécie de plantas com flor da família Magnoliaceae, conhecida pelos nomes comuns de magnólia-branca e magnólia-perene, com folhas grandes, ovais e coreáceas, com distribuição natural no sueste dos Estados Unidos da América, das regiões costeiras da Carolina do Norte à região central da Florida, e para oeste até ao leste do Texas e Oklahoma, onde ocorre nas florestas subtropicais das terras baixas. A espécie é utilizada como árvore ornamental em todas as regiões subtropicais do mundo.

## Descrição
Magnolia grandiflora é uma espécie arbórea de médio porte (mesofanerófito), de folhagem perene, que em boas condições vegetativas pode atingir os 27,5 m de altura. A copa é em geral de forma piramidal, tipicamente com um único tronco principal e ramificação simétrica.
As folhas são simples, largamente obovadas, grandes, com 12-20 cm de comprimento e 6-12 cm de largura, com margens lisas. A pagina superior é verde brilhante nas folhas juvenis, evoluindo para verde intenso e brilhante nas folhas adultas, as quais enrijecem e ganham consistência coreácea ao envelhecer. A pagina inferior é densamente pubescente, com tricomas amarelo-acastanhados, os quais vão desaparecendo à medida que a folha envelhece.
As folhas são pesadas e tendem a cair durante todo o ano, especialmente as que ficam ensombradas no interior da copa, e formam uma densa manta morta debaixo da árvore, cobrindo integralmente o solo. As características de brilho e consistência das folhas tornam-nas atractivas para uso em arranjos florais. As folhas apresentam uma cutícula cerosa que as torna resistentes a danos causados pela ressalga ou pela poluição do ar.
As flores são grandes, com até 30 cm de diâmetro, brancas, actinomorfas, fragrantes, exalando um odor próximo do óleo de citronela (limão), com 6-12 tépalas de textura cerosa que emergem da gema apical dos ramos das árvores maduras no final da primavera.
A floração é seguida pela formação de um fruto de coloração rósea, ovóide, do tipo polifolicular, com 7,5-10 cm de comprimento e 3-5 cm de largura.
No sul da área de distribuição natural da espécie têm sido reportados exemplares excepcionalmente grandes, entre os quais um espécime encontrado em Smith County, Mississippi, que tem mais de 37 m de altura. Outro exemplar notável, com 35 m de altura, localiza-se no Chickasawhay District, De Soto National Forest, no estado de Mississippi, apresentando em 1861 um diâmetro à altura do peito (DAP) de mais de 1,8 m (mais de 5,7 m de circunferência). Em Baton Rouge existem um exemplar com 30 m de altura e 6 m de circunferência à altura do peito.
A madeira desta espécie é dura e densa, tendo sido utilizada comercialmente para o fabrico de mobiliário, paletes, entalhes e foliados.

## Taxonomia
A espécie Magnolia grandiflora foi um dos muitos taxa descritos por Carl Linnaeus na 10.ª edição da sua obra Systema Naturae, publicada em 1759. A descrição foi feita com base em notas elaboradas pelo botânico britânico Philip Miller. Na publicação não seleccionou um espécime tipo. O epíteto específico é derivado dos vocábulos latinos grandis "grande", e flor- "flor".
M. grandiflora é conhecida pelo nome comum de magnólia-branca ou magnólia-perene, embora seja referida por vezes como um louro ou magnólia-louro, talvez resultado da semelhança das suas folhas com as de Persea borbonia. A espécie, nativa do sueste dos Estados Unidos, apresenta numerosos nomes comuns em inglês. A madeira é comercializada sob  a designação de magnolia, por vezes aportuguesada para magnólia.

## Distribuição e habitat
A espécie M. grandiflora é nativa do Sudeste dos Estados Unidos, tendo uma área de distribuição natural que se estende das regiões costeiras das Carolina do Norte para sul até à Flórida central, e para oeste até ao leste do Texas e Oklahoma.
A espécie ocorre preferencialmente nas margens de cursos de água, lagoas e pântanos, frequentemente em associação com espécies típicas de solos ricos em humidade, ou mesmo encharcados, como Liquidambar styraciflua, Quercus nigra e Nyssa sylvatica. Em habitats abrigados de solo profundo cresce até atingir dimensões de grande árvore (megafanerófito), mas pode assumir a forma de um pequeno arbusto quando ocorre nas dunas costeiras. A espécie morre quando sujeita aos efeitos de fogos florestais, estando ausente de habitats que sofrem queimadas frequentes.
Na Flórida, a espécie encontra-se em várias áreas ecológicas diferentes, as quais são tipicamente sombreadas e têm solos bem drenados. É mais frequente em pequenas elevações, montículos em zonas húmidas, ao longo de ravinas, em encostas e em planícies aluviais arborizadas. Apesar de preferir locais com elevada humidade do solo, não tolera a inundação permanente.
A espécie cresce bem nas colinas arenosas da região costeira, onde faz parte da floresta atlântica, ocorrendo em formações que incluem o carvalho-da-virgínia (Quercus virginiana) e o palmetto (Serenoa repens). Por ter escapado de cultura, a espécie encontra-se naturalizada em algumas regiões do leste dos Estados Unidos da América, nomeadamente na planície costeira atlântica em torno de Chesapeake Bay no sueste da Virgínia e nordeste da Carolina do Norte, bem como localmente em outras áreas fora da sua área de distribuição histórica.
Os espécimes de Magnolia grandiflora começam a produzir sementes a partir dos 10 anos de idade, embora a plena maturação, e o máximo de produção de sementes, apenas seja atingida por volta dos 25 anos de idade. Cerca de 50% das sementes são capazes de germinar, sendo a dispersão feita por aves e mamíferos (zoocoria). As sementes são consumidas por esquilos (Sciurus carolinensis), opossums (Didelphis virginiana), perdizes (Colinus virginianus) e perus selvagens (Meleagris gallopavo).

## Cultivo e usos
O colector de plantas Mark Catesby, um dos primeiros a coleccionar de forma sistemática plantas oriundas da América do Norte, introduziu a espécie M. grandiflora na Grã-Bretanha no ano de 1726. A espécie foi rapidamente adoptada como árvore ornamental, entrando em cultura e suplantando em preferência entre os arboricultores europeus a espécie M. virginiana, que havia sido introduzida na Europa alguns anos antes.
A espécie também foi introduzida na Europa via França, colectada por exploradores francesa nas vizinhanças do rio Mississippi, na Louisiana. It was glowingly described by Philip Miller in his 1731 work The Gardeners' Dictionary.
Um dos primeiros arboricultores que a cultivaram comercialmente na Europa foi Sir John Colliton, de Exeter no Devon. Tinha uma árvore rodeada de andaimes e tubos, produzindo plantio por mergulhia em vasos suspensos em torno da árvore. O plantio vendia-se a 5 guinéus cada planta (embora mais tarde o preço tenha caído para meio guinéu cada).
Nas regiões subtropicais, e em regiões temperadas onde não são comuns a geadas, a espécie é plantada em parques ou como árvore de sombra em ruas e praças. Nalguns casos consegue atingir grande porte, podendo ser mantida com todos os ramos ou podada para manter o tronco à vista. Nalguns casos a árvore é espaldada contra uma parede, o que permite aumentar a resistência à geada.
Nos Estados Unidos, a espécie Magnolia grandiflora é uma árvore ornamental muito popular em toda a sua região de distribuição natural. Considerada uma árvore muito atractiva pelas sua folhagem verde brilhante e grandes flores fragrantes, tem uma longa história de uso como ornamental no sueste dos Estados Unidos, sendo comuns grandes espécimes com muitas décadas de vida em cidades portuárias da região subtropical como New Orleans, Mobile, Savannah, Charleston e Wilmington. M. grandiflora é a árvore do estado do Mississippi e a flor do estado da Louisiana. Fora da sua zona de distribuição natural, a espécie é cultivada nas regiões de clima mais quente dos estados Unidos, sendo que na Costa Leste, um pequeno número de espécimes é encontrado tão a norte como as regiões costeiras de New Jersey, Connecticut e Long Island, NY. Mais a sul, é cultivada mais extensamente em Delaware, na região de Chesapeake Bay em Maryland e na maior parte do leste da Virgínia. Na Costa Oeste, a espécie é cultivada até à região sul da British Columbia, apesar dos verões mais frescos atrasarem o crescimento. No interior da América do Norte, alguns cultivares mais resistentes ao frio conseguem sobreviver até ao sul do Ohio Valley (Ohio, Kentucky, sul de Indiana).
Fora da América do Norte, a espécie Magnolia grandiflora é cultiva em partes do México e em muitas regiões da América Central e do Sul, bem como na Austrália, sueste Asiático, sul da Europa e África do Sul.
A espécie é recomendada para plantio em regiões costeiras ventosas, mas onde não exista demasiada ressalga. A folhagem é danificada nas regiões mais frias, especialmente quando a planta permaneça ao sol durante os dias frios, mas a maioria das folhas permanece na árvore até ser substituída por nova folhagem na primavera. Em climas em que o solo congele, a exposição ao sol durante o período de congelamento parecer causar mais dano à planta que o frio, sendo que o lado da planta exposto à radiação solar directa apresenta em geral mais danos que o resto da árvore. Após ter enraizado, M. grandiflora é muito resistente à seca, sendo considerada a espécie mais tolerante à secura do género Magnolia.
Na sua região de distribuição natural, M. grandiglora, em conjunto com Magnolia virginiana e Magnolia acuminata, é colhida para produção de madeira. A madeira destas três espécies é comercializada indistintamente como magnolia para usos na construção de mobiliário, entalhes, caixas, paletes, venezianas, portas e produtos foliados. A madeira tem alburno de coloração clara, geralmente amarelada, e cerne castanho claro a castanho escuro com venações amareladas. A madeira geralmente apresenta granulação direita e textura uniforme, com anéis estreitos. A madeira é classificada como de densidade moderada, com dureza e rigidez médias e com tendência ao encolhimento moderadamente baixa, o mesmo acontecendo em relação à capacidade de flexão e resistência à compressão, mas é moderadamente alta em resistência ao choque. Its use in the Southeastern United States has been supplanted by the availability of harder woods.

## Fitoquímica
M. grandiflora contém compostos fenólicos que demonstradamente apresentam actividade antimicrobiana significativa. Magnolol, honokiol e 3,5′-dialil-2′-hidroxi-4-metoxibifenil (4-O-metilhonokiol) exibem actividade significativa contra bactérias Gram-positivas, bactérias ácido-ácool resistentes e fungos. As folhas contêm cumarinas e sesquiterpenlactonas. Entre os sesquiterpenos sabe-se estarem presentes costunolide, partenolide, costunolide diepóxido, santamarine e reynosin.

## Galeria

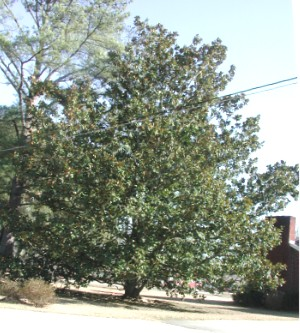
Magnolia grandiflora (magnólia-branca) – uma árvore de grandes dimensões em Hemingway, South Carolina.
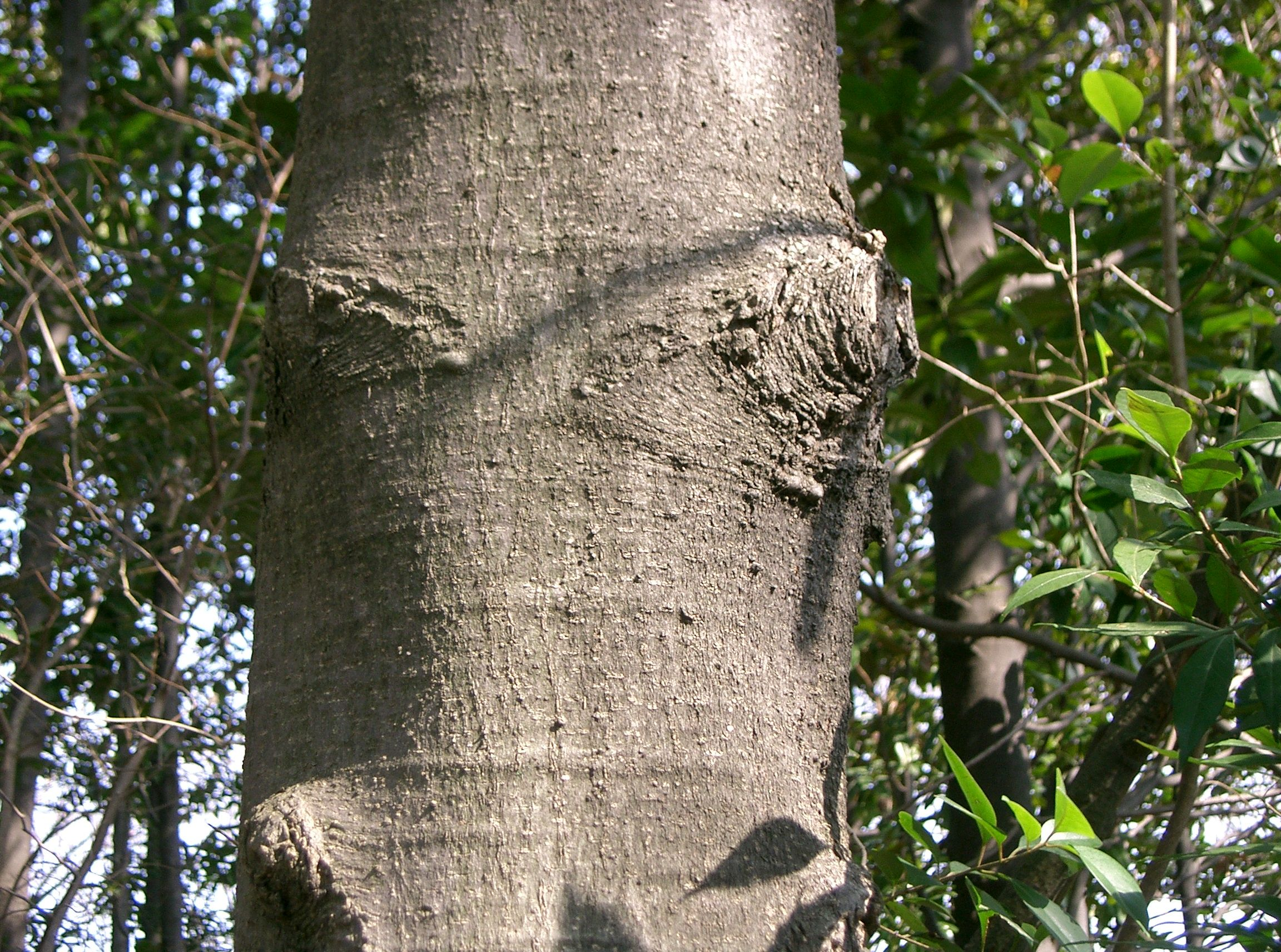
Tronco com ritidoma (casca) típico.
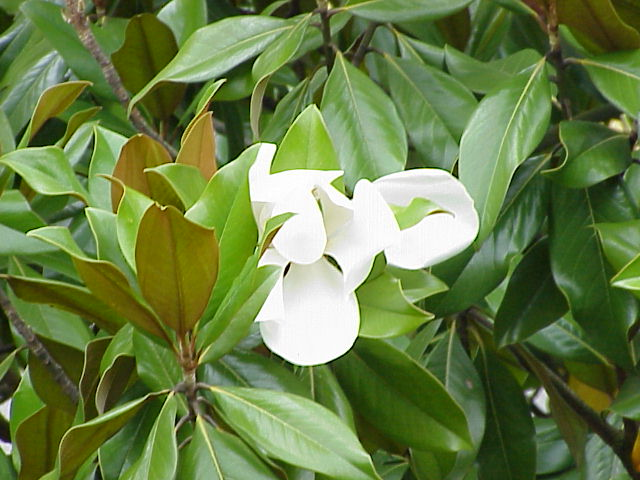
Folhagem e flores de M. grandiflora.
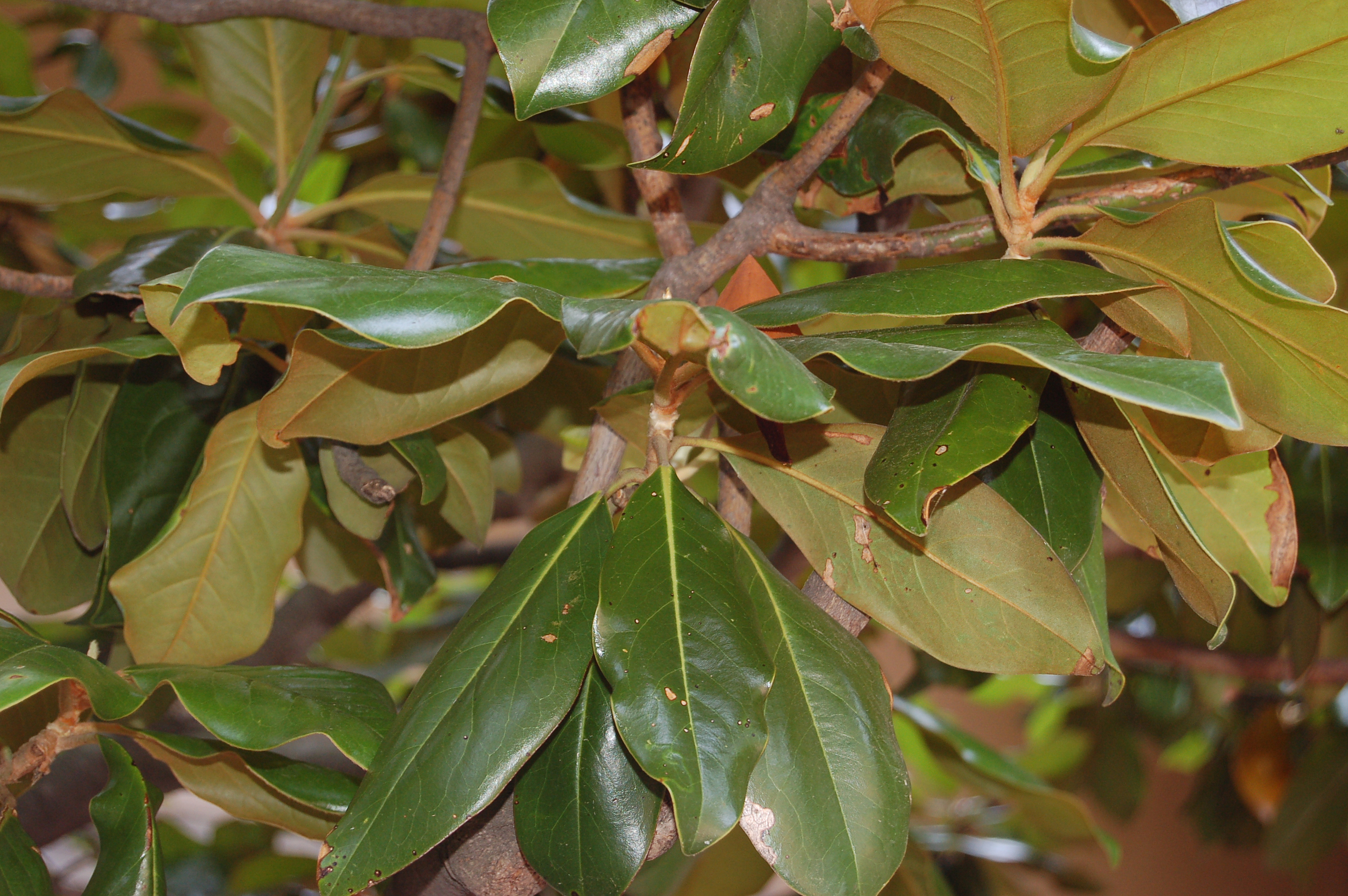
Folhagem de M. grandiflora.
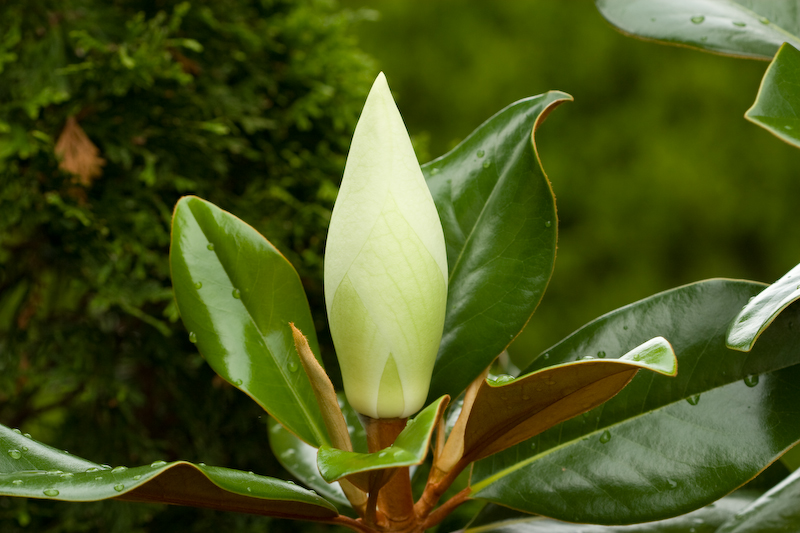
Botões de M. grandiflora.
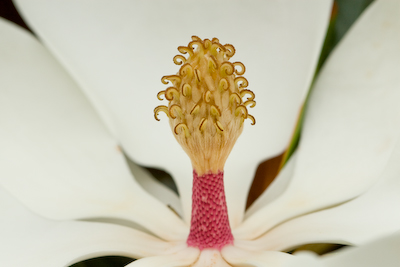
Interior da flor de M. grandiflora.
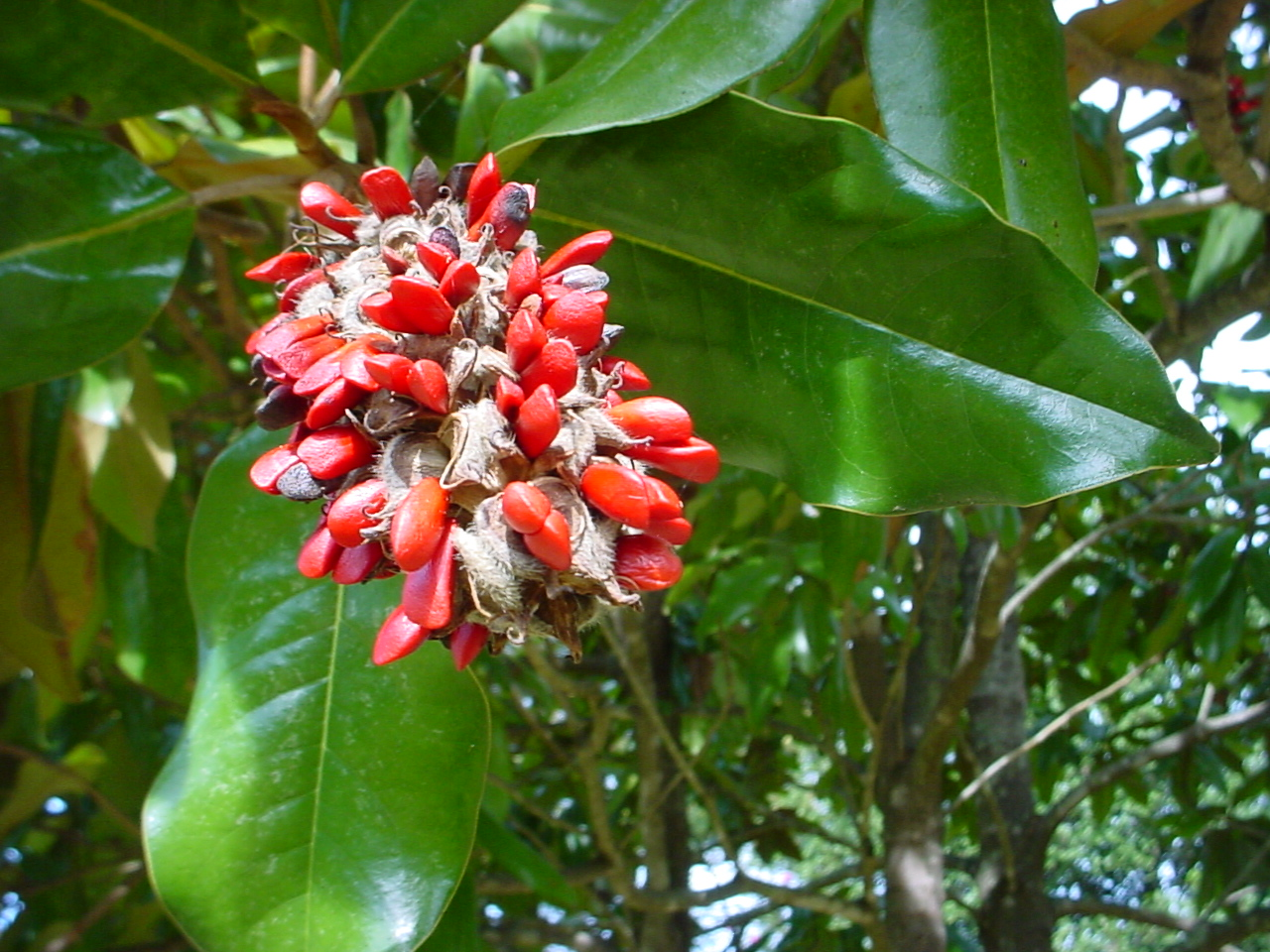
Sementes de M. grandiflora.
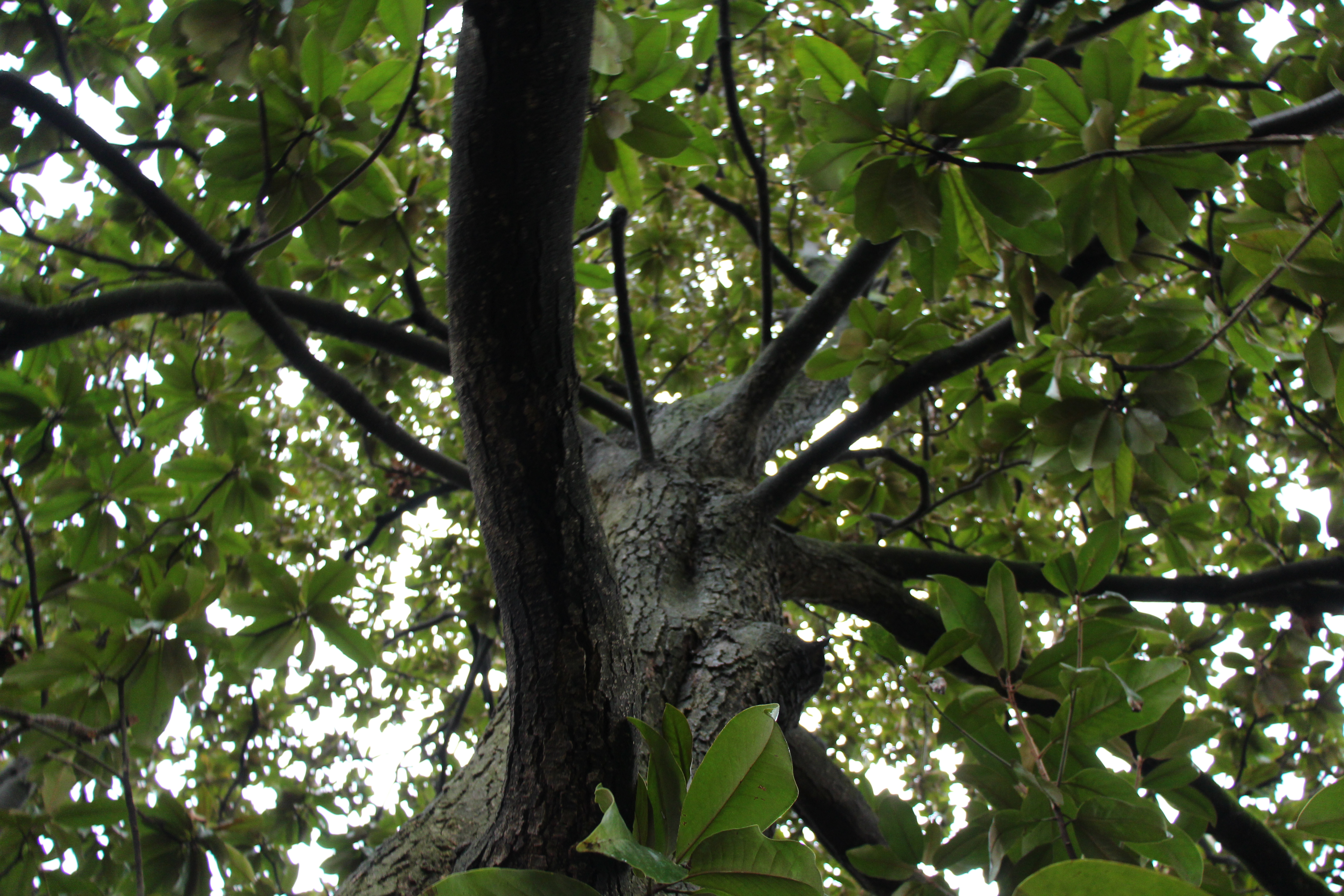
Hábito de M. grandiflora.
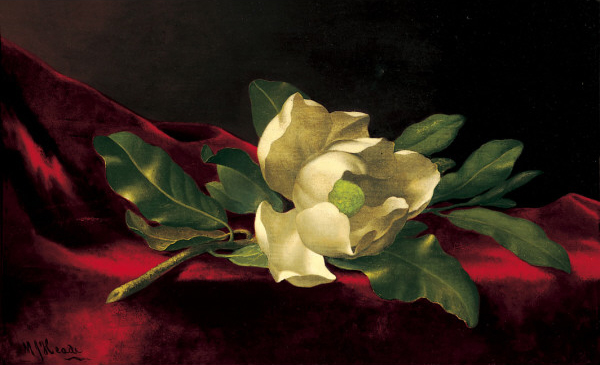
Magnolia (pintura de Martin Johnson Heade).